# Friedrich Hensel
Friedrich Hensel (Kronstadt, 13 agosto 1781 – Malborghetto, 17 maggio 1809) è stato un militare austriaco.

## Biografia
Friedrich Hensel, capitano del Genio militare nell'esercito imperiale austriaco, fu colui che costruì il forte di Malborghetto, ne comandò le truppe e vi morì eroicamente combattendo contro le truppe napoleoniche nel 1809.
L'Arciduca Giovanni d'Austria, generale del Genio e del sistema di fortificazioni, nel 1808 decise la costruzione di un forte a Malborghetto in Val Canale e nominò il ventisettenne ingegnere capitano Friedrich Hensel direttore dei lavori. La Val Canale e il passo del Predil erano punti chiave al confine meridionale dell'Impero e da lì partì l'Arciduca contro le truppe francesi attestate sull'Isonzo.
Durante l'inverno 1808-1809 i lavori furono interrotti finché in seguito alla battaglia di Eggmühl la situazione strategica cambiò drasticamente e si rese necessaria la ritirata dell'esercito meridionale verso l'Austria interna. La fortezza divenne così estremamente importante nella difesa dell'Impero.
Hensel, che era a Malborghetto dall'11 maggio 1809, fece il possibile per far avanzare i lavori e ne fu nominato comandante dall'Arciduca Giovanni. Le truppe francesi, 15000 uomini agli ordini del Viceré Eugenio di Beauharnais, tentarono invano per tre giorni, dal 14 al 17 maggio, di passare, impediti dalla strenua difesa dei 390 austriaci dotati di 10 fra obici e cannoni. Infine, nonostante le enormi perdite francesi (1300 uomini il solo 17 maggio) la piccola guarnigione fu sopraffatta, con la perdita di 350 uomini, tra cui il comandante Hensel e altri quattro ufficiali.
Il giorno successivo cadde al passo Predil il camerata di Hensel, capitano ingegnere Johann Hermann von Hermannsdorf.
Anni dopo l'Imperatore Ferdinando I dedicò ai due giovani eroi un monumento, oggi curato dal governo italiano, poiché grazie alla loro eroica resistenza fu possibile la vittoria di Aspern.

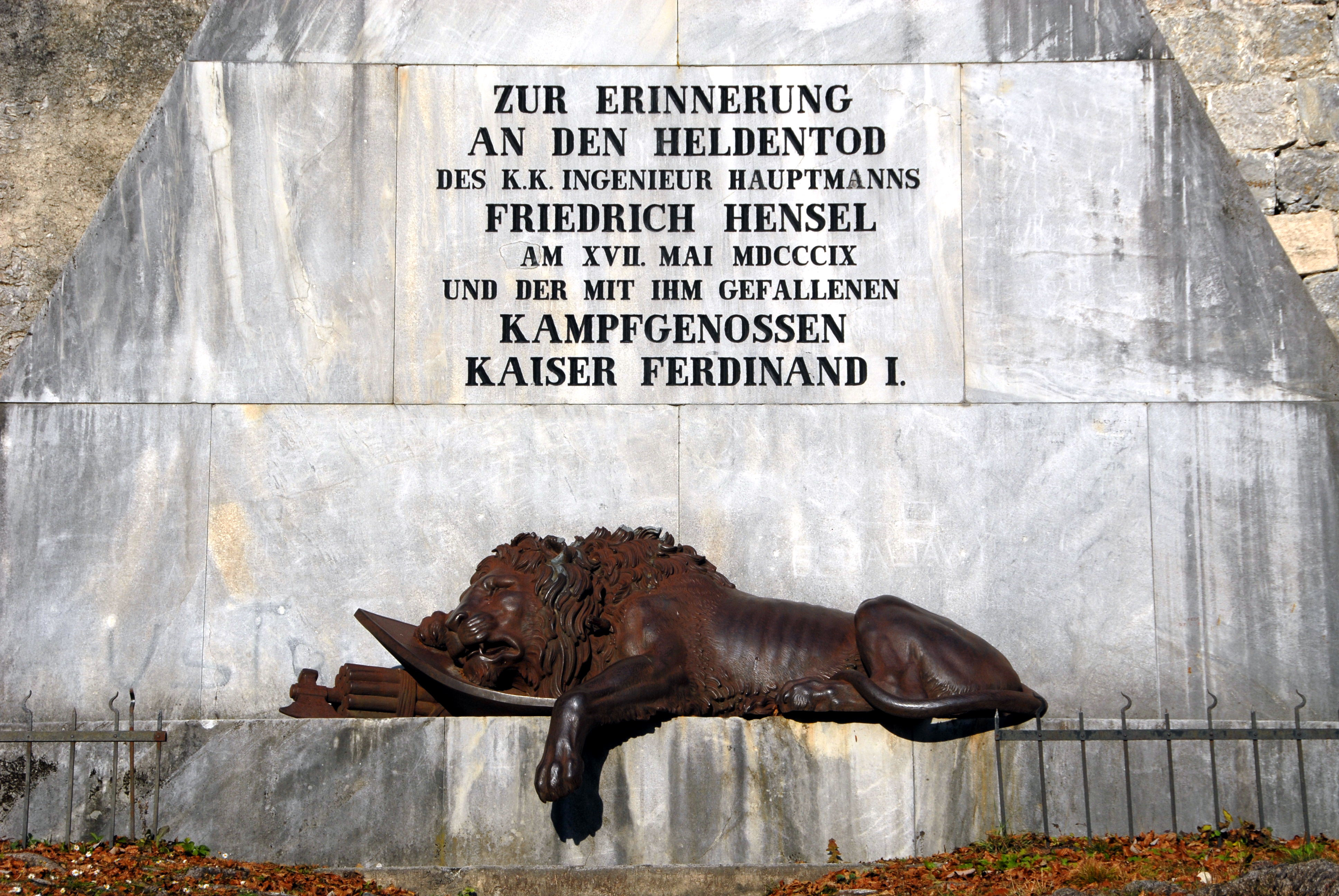
Monumento al capitano Friedrich Hensel a Malborghetto.

Nel 1882 il forte di Malborghetto fu intitolato al capitano Hensel.
Nel 1911 una strada di Vienna, la Malborgethgasse, fu così denominata in ricordo della battaglia.